# Melanolophia hyberniaria
Melanolophia hyberniaria là một loài bướm đêm trong họ Geometridae.